# Rolf Karwecki
Rolf Karwecki (* 28. November 1950 in Frankfurt am Main; † 12. September 2018 in Habichtswald) war ein deutscher Politiker (SPD) und Abgeordneter des Hessischen Landtags.
Rolf Karwecki arbeitete als Beamter der Stadt Frankfurt. Er wurde am 18. August 1978, nach einer öffentlichen Ausschreibung, neuer Bürgermeister der Gemeinde Habichtswald. Er trat sein neues Amt als Nachfolger von Konrad Hartmann am 31. Januar 1979 an. Am 27. August 1984 wurde Rolf Karwecki als Bürgermeister wiedergewählt.
Bei der Landtagswahl in Hessen 1991 wurde Rolf Karwecki in den Hessischen Landtag gewählt, dem er vom 5. April 1991 bis zum 31. August 2001 über drei Wahlperioden angehörte. Nachfolger als Bürgermeister wurde Wolfgang Aßhauer. Bei den Landtagswahlen in Hessen 1995 und 1999 wurde er jeweils als Direktkandidat im Wahlkreis Kassel-Land I gewählt. Im Landtag war er innenpolitischer Sprecher der SPD-Landtagsfraktion. Nachfolgerin im Landtag wurde Brigitte Hofmeyer.
Nach seinem Ausscheiden aus dem Landtag begann er ein Studium der Rechtswissenschaften in Göttingen. Nach dem ersten Staatsexamen, dem Referendariat in Kassel und dem zweiten Staatsexamen arbeitete er ab 2009 als Rechtsanwalt in Ehlen. Im Sommer 2015 wurde er für die Kommunalpolitik reaktiviert und war seitdem Vorsitzender der SPD-Fraktion in der Gemeindevertretung seines Wohnorts Habichtswald, in die er als Nachrücker gelangt war.
Rolf Karwecki starb nach schwerer Krankheit am 12. September 2018 im Alter von 67 Jahren.